# Bénouville (Seine-Maritime)
Pour les articles homonymes, voir Bénouville.
Bénouville est une commune française située dans le département de la Seine-Maritime en région Normandie.

## Géographie

### Localisation
Le village de Bénouville se situe entre la ville balnéaire d'Étretat et la ville côtière de Fécamp.
| Manche  | Manche               | Les Loges |
|         | Bénouville           | Les Loges |
| Étretat | Bordeaux-Saint-Clair | Les Loges |

### Hydrographie
La commune est située dans le bassin Seine-Normandie. Elle n'est drainée par aucun cours d'eau,.

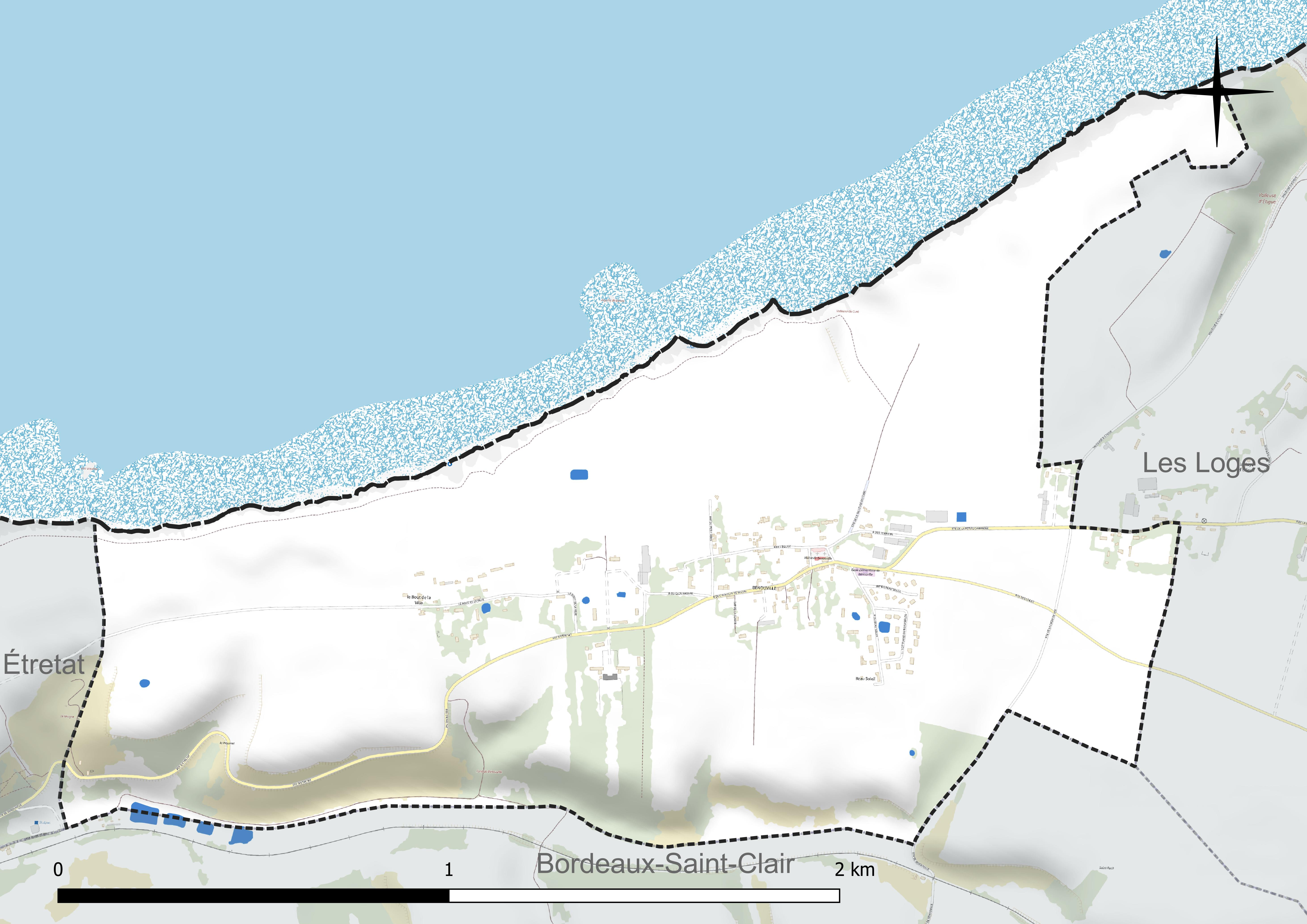
Réseau hydrographique de Bénouville.

### Climat
Pour des articles plus généraux, voir Climat de la Normandie et Climat de la Seine-Maritime.
En 2010, le climat de la commune est de type climat océanique franc, selon une étude du CNRS s'appuyant sur une série de données couvrant la période 1971-2000. En 2020, Météo-France publie une typologie des climats de la France métropolitaine dans laquelle la commune est exposée à un climat océanique et est dans la région climatique Côtes de la Manche orientale, caractérisée par un faible ensoleillement (1 550 h/an) ; forte humidité de l’air (plus de 20 h/jour avec humidité relative > 80 % en hiver), vents forts fréquents. Parallèlement le GIEC normand, un groupe régional d’experts sur le climat, différencie quant à lui, dans une étude de 2020, trois grands types de climats pour la région Normandie, nuancés à une échelle plus fine par les facteurs géographiques locaux. La commune est, selon ce zonage, exposée à un « climat maritime », correspondant au Pays de Caux, frais, humide et pluvieux, légèrement plus frais que dans le Cotentin.
Pour la période 1971-2000, la température annuelle moyenne est de 10,9 °C, avec une amplitude thermique annuelle de 13,3 °C. Le cumul annuel moyen de précipitations est de 881 mm, avec 12 jours de précipitations en janvier et 8,5 jours en juillet. Pour la période 1991-2020, la température moyenne annuelle observée sur la station météorologique la plus proche, située sur la commune de Octeville-sur-Mer à 20 km à vol d'oiseau, est de 11,5 °C et le cumul annuel moyen de précipitations est de 790,7 mm,. Pour l'avenir, les paramètres climatiques de la commune estimés pour 2050 selon différents scénarios d'émission de gaz à effet de serre sont consultables sur un site dédié publié par Météo-France en novembre 2022.

## Urbanisme

### Typologie
Au 1er janvier 2024, Bénouville est catégorisée commune rurale à habitat dispersé, selon la nouvelle grille communale de densité à sept niveaux définie par l'Insee en 2022.
Elle est située hors unité urbaine. Par ailleurs la commune fait partie de l'aire d'attraction du Havre, dont elle est une commune de la couronne,. Cette aire, qui regroupe 116 communes, est catégorisée dans les aires de 200 000 à moins de 700 000 habitants,.
La commune, bordée par la Manche, est également une commune littorale au sens de la loi du 3 janvier 1986, dite loi littoral. Des dispositions spécifiques d’urbanisme s’y appliquent dès lors afin de préserver les espaces naturels, les sites, les paysages et l’équilibre écologique du littoral, tel le principe d'inconstructibilité, en dehors des espaces urbanisés, sur la bande littorale des 100 mètres, ou plus si le plan local d’urbanisme le prévoit.

### Occupation des sols
L'occupation des sols de la commune, telle qu'elle ressort de la base de données européenne d’occupation biophysique des sols Corine Land Cover (CLC), est marquée par l'importance des territoires agricoles (84,8 % en 2018), une proportion identique à celle de 1990 (84,8 %). La répartition détaillée en 2018 est la suivante : 
terres arables (66,8 %), prairies (18,1 %), zones urbanisées (14,2 %), zones humides côtières (0,9 %). L'évolution de l’occupation des sols de la commune et de ses infrastructures peut être observée sur les différentes représentations cartographiques du territoire : la carte de Cassini (XVIIIe siècle), la carte d'état-major (1820-1866) et les cartes ou photos aériennes de l'IGN pour la période actuelle (1950 à aujourd'hui).

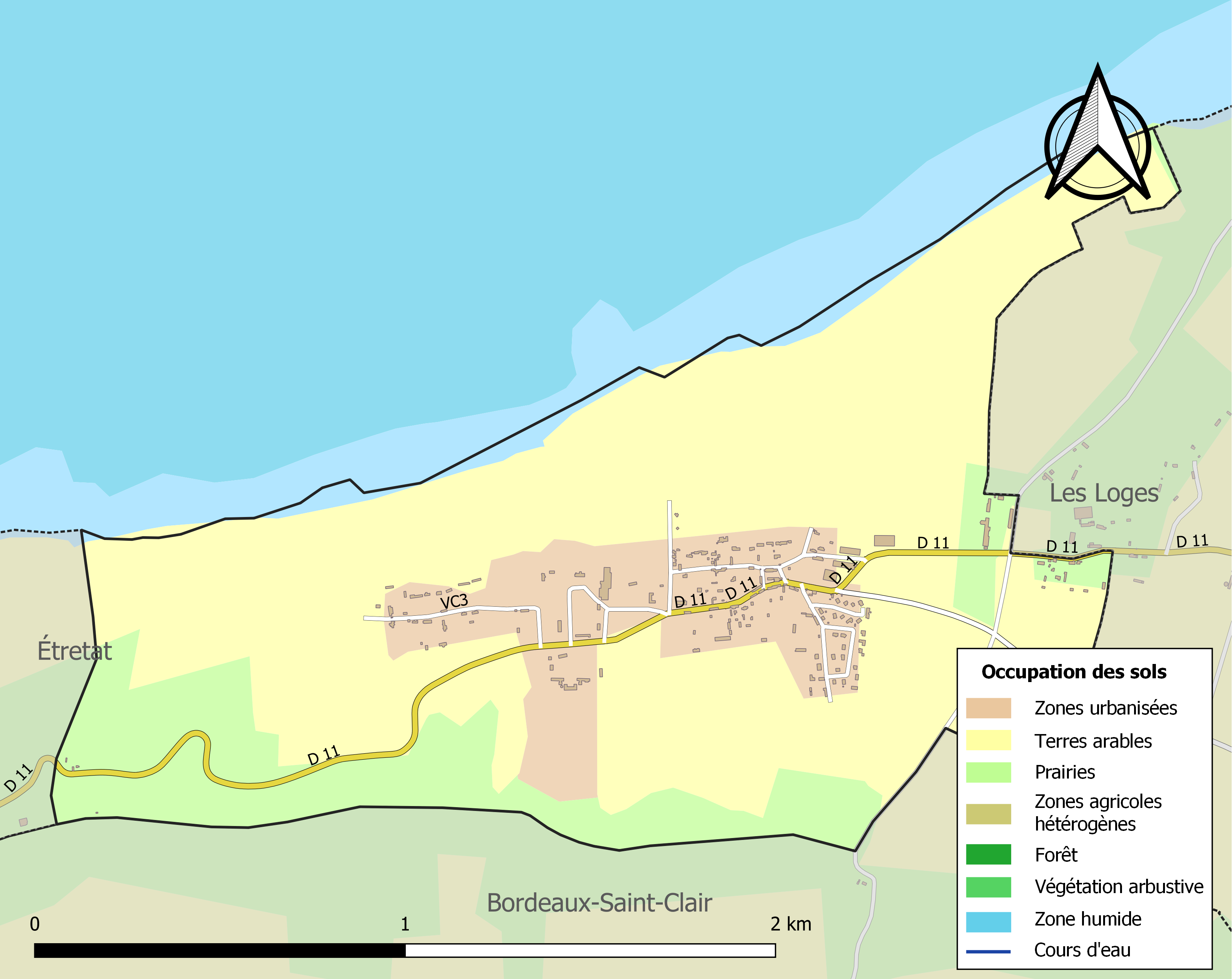
Carte des infrastructures et de l'occupation des sols de la commune en 2018 (CLC).

## Toponymie
Le nom de la localité est attesté sous la forme Bernouvilla  dans la deuxième moitié du XIe siècle.

## Histoire
C'est dans ce village que Guy de Maupassant a situé sa célèbre nouvelle, Miss Harriet, dédiée à la comtesse Potocka et publiée en 1883.
Le village de Bénouville a été investi successivement par l'armée allemande lors de la Seconde Guerre mondiale, puis par les troupes américaines après le débarquement de Normandie. Le château a été en partie saccagé par ses nouveaux habitants. En effet, les boiseries ont été défaites des décorations intérieures et brûlées dans le but de chauffer l'édifice.
Les propriétaires retrouvèrent leur demeure dans un piteux état et condamnèrent une partie du château avant de le réhabiliter dans les années 1980.

## Politique et administration
| Période                                  | Période                    | Identité            | Étiquette | Qualité                                  |
| ---------------------------------------- | -------------------------- | ------------------- | --------- | ---------------------------------------- |
| Les données manquantes sont à compléter. |                            |                     |           |                                          |
| mars 2001                                | 2014                       | Gilbert Lethuillier |           |                                          |
| 2014                                     | En cours (au 11 août 2020) | Jean-Pierre Leduc   | SE        | Retraité Réélu pour le mandat 2020-2026, |

## Démographie
L'évolution du nombre d'habitants est connue à travers les recensements de la population effectués dans la commune depuis 1793. Pour les communes de moins de 10 000 habitants, une enquête de recensement portant sur toute la population est réalisée tous les cinq ans, les populations de référence des années intermédiaires étant quant à elles estimées par interpolation ou extrapolation. Pour la commune, le premier recensement exhaustif entrant dans le cadre du nouveau dispositif a été réalisé en 2006.

En 2022, la commune comptait 168 habitants, en évolution de −3,45 % par rapport à 2016 (Seine-Maritime : +0,35 %, France hors Mayotte : +2,11 %).
| 1793 | 1800 | 1806 | 1821 | 1831 | 1836 | 1841 | 1846 | 1851 |
| ---- | ---- | ---- | ---- | ---- | ---- | ---- | ---- | ---- |
| 294  | 400  | 389  | 380  | 398  | 394  | 385  | 270  | 287  |

| 1856 | 1861 | 1866 | 1872 | 1876 | 1881 | 1886 | 1891 | 1896 |
| ---- | ---- | ---- | ---- | ---- | ---- | ---- | ---- | ---- |
| 314  | 307  | 273  | 285  | 272  | 246  | 280  | 288  | 310  |

| 1901 | 1906 | 1911 | 1921 | 1926 | 1931 | 1936 | 1946 | 1954 |
| ---- | ---- | ---- | ---- | ---- | ---- | ---- | ---- | ---- |
| 300  | 284  | 294  | 237  | 228  | 208  | 187  | 164  | 174  |

| 1962 | 1968 | 1975 | 1982 | 1990 | 1999 | 2006 | 2011 | 2016 |
| ---- | ---- | ---- | ---- | ---- | ---- | ---- | ---- | ---- |
| 158  | 139  | 128  | 145  | 146  | 128  | 118  | 168  | 174  |

| 2021 | 2022 | - | - | - | - | - | - | - |
| ---- | ---- | - | - | - | - | - | - | - |
| 175  | 168  | - | - | - | - | - | - | - |

## Culture locale et patrimoine

### Lieux et monuments

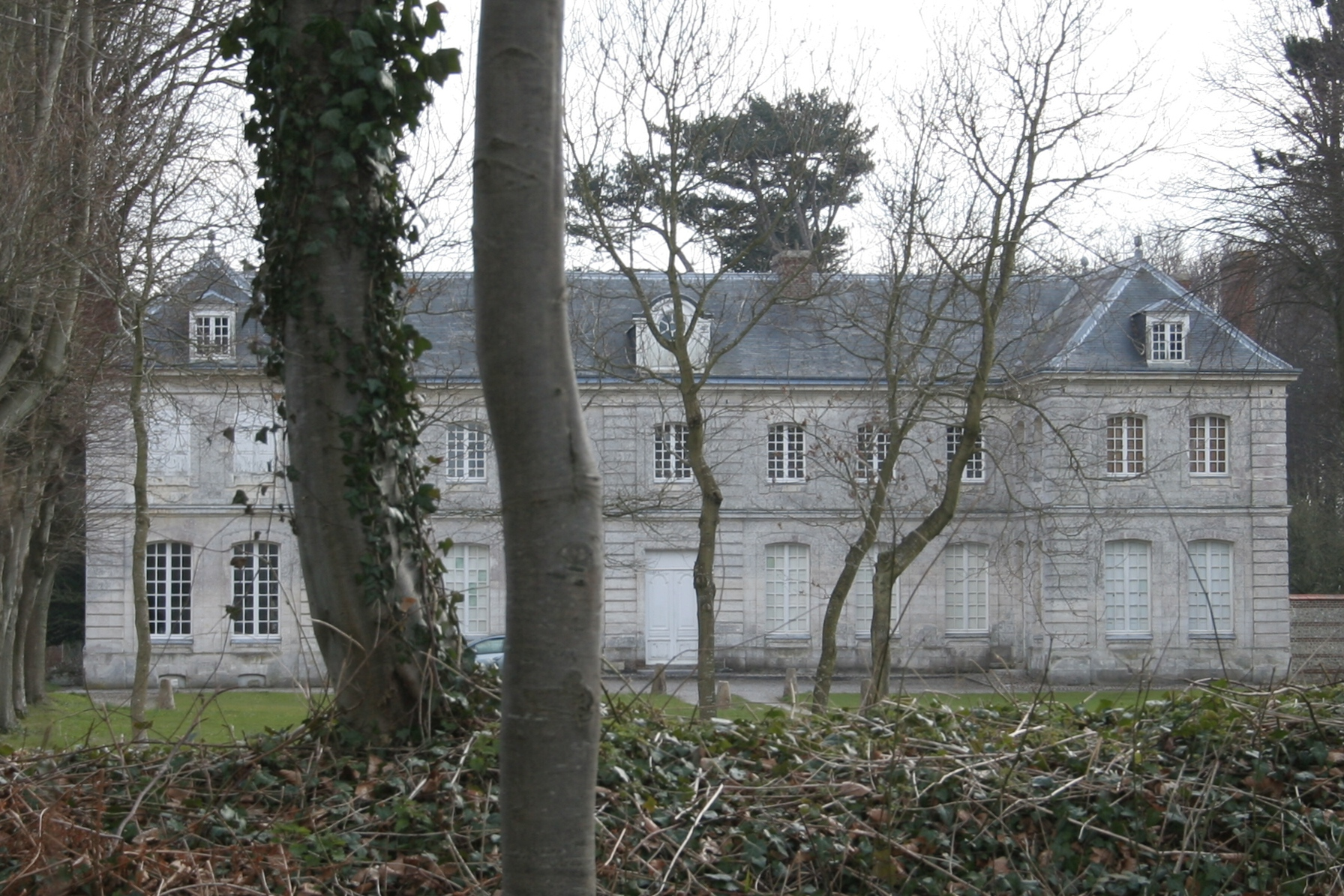
Le château de Bénouville.

La commune compte un monument historique, le château de Bénouville, inscrit en 1972.
On peut également remarquer :
- La valleuse du Curé comportait un escalier de 283 marches conduisant à la plage, creusé dans la falaise. L'abbé Desson-de-Saint-Aignan est à l'origine de sa construction, en 1883, en en faisant creuser des marches (en guise de pénitence dit-on, mais surtout pour en faciliter l'accès). Elle s'est effondrée en juillet 2001[26].
- Église Saint-Riquier.

### Personnalités liées à la commune
- Henri Gaston Darien (1840-1926). Le peintre parisien y possédait une maison où il venait chaque été et peignait des sujets locaux.
- Robert Dallet (1923-2006), peintre et illustrateur animalier.
- Xavier Beauvois (1967-) réalisateur.

### Bénouville dans les arts et la culture
- Guy de Maupassant (1850-1893) y place sa nouvelle Miss Harriet dans une petite ferme faisant office d'auberge.
- En 2005, le film  Le Petit Lieutenant de Xavier Beauvois a été tourné en partie à Bénouville[27],[28].